# 不変測度
数学において不変測度（ふへんそくど、英: invariant measure）とは、ある函数によって保存される測度のことを言う。エルゴード理論は、力学系における不変測度についての研究である。クリロフ＝ボゴリューボフの定理は、函数と考えている空間に関するある条件の下での不変測度の存在を示すものである。

## 定義
可測空間 (X, Σ) 上の可測変換 f に対し、(X, Σ) 上測度 μ が f の下で不変または短く f-不変であるとは、
{\displaystyle \mu (f^{-1}(A))=\mu (A)\quad (\forall A\in \Sigma )}
が成立することを言う。これは、押し出し測度を用いれば、f∗(μ) = μ とも書ける。さらに、可測変換のあつまり T に対し、測度 μ が T-不変であるとは、任意の f ∈ T に対し μ が f-不変となるときに言う。T が何等かのモノイド（変換モノイド）となっている場合も少なくない。
X 上の f-不変測度（通常は確率測度）全体の成す集合を、しばしば Mf(X) と表す。エルゴード測度の集合 Ef(X) は、Mf(X) の部分集合である。さらに、二つの不変測度の任意の凸結合はまた不変であり、したがって Mf(X) は凸集合を成す。Ef(X) は Mf(X) の極点からなる。可測変換のあつまり T に対する T-不変測度の空間を同様に MT(X) などで表す。
力学系 (X, T, φ) に対しても変換の一径数族 φ = {φt} に関して不変な測度というものを考えることができる。すなわち、T をモノイド（直観的には時刻 t の成す径数モノイド）、φ: T × X → X をフロー写像とするとき、(X, Σ) 上の測度 μ が φ-不変測度であるとは、任意の t ∈ T に対する X 上の可測変換写像 φt: X → X に対して不変であることを言う。より明示的に、μ が不変測度であるための必要十分条件は、
{\displaystyle \mu (\varphi _{t}^{-1}(A))=\mu (A)\qquad (\forall t\in T,A\in \Sigma )}
である。また、μ が確率変数列 (Zt)t≥0（それはマルコフ連鎖や、確率微分方程式の解であるかも知れない）に対する不変測度であるとは、初期条件 Z0 が μ に従って分布する限りにおいて、その後の任意の時刻 t に対する Zt もそうであることを言う。

## 例

圧搾写像は、双曲扇形 (紫) を面積が等しい別の双曲扇形へ写すもので、双曲角を不変に保つ。青と緑の長方形もまた同じ面積に保たれている

- 実数直線 R 上で、通常のボレル集合族を考える。各 a ∈ R に対して平行移動変換: {\displaystyle T_{a}(x)=x+a} をとれば、一次元ルベーグ測度 λ は Ta-不変測度である。したがって特に、平行移動変換からなる任意の変換族 T に対して λ は T-不変であって、ルベーグ測度 λ は平行移動不変であるという。
- より一般に、n-次元ユークリッド空間 Rn に通常のボレル集合族を考えるとき、その上の n-次元ルベーグ測度 λn は、ユークリッド空間の任意の等長変換について不変である。そのような変換 T: Rn → Rn は、{\displaystyle T(x)=Ax+b\quad (A\in O(n),b\in \mathbb {R} ^{n})}と書ける。ここに、O(n) は直交群（つまり A は n × n 直交行列である。

最初に挙げた例である一次元ルベーグ測度は、定数倍による正規化定数の取り換えという自明な操作を除いて一意に決まる。しかし、一般の場合には必ずしもそのような一意性が存在するわけではない。例えば、二点集合 S = {A, B} と、各点を動かさない恒等写像 T = idS を考えると、任意の（確率）測度 μ: S → R は T-不変である。S は明らかに T-不変成分 {A} および {B} に分割される。
- 度やラジアンで測った（円）角の角度（角測度）は、回転不変である。同様に、双曲角（英語版）は圧搾写像（英語版）の下で不変である。
- ユークリッド平面における面の面積（面測度）は、行列式が 1 であるような 2 × 2 実行列に対して不変である。そのような行列は、特殊線型群 SL(2,R)（英語版） として知られている。
- すべての局所コンパクト群は、群作用の下で不変なハール測度を持つ。ルベーグ測度はハール測度の例になっている。